# Lucy Griffiths
Pour les articles homonymes, voir Griffiths.
Lucy Ursula Griffiths, née le 10 octobre 1986 à Brighton (Angleterre), est une actrice britannique.

## Biographie
Elle prend des cours de danse dès son plus jeune âge et commence à faire du chant à l'âge de 16 ans. C’est à cette époque qu’elle réussit à convaincre ses parents de la laisser étudier dans une école privée. Diplômée de l'école Roedean, Dorothy Stringer High School et du Collège Varndean (Angleterre), Lucy a commencé sa carrière avec des petits rôles au théâtre. Puis, elle obtient de petits rôles à la télévision dans les séries  Sugar Rush et  Classé Surnaturel (Sea of Souls), avant de décrocher le rôle de Lady Marianne dans la série télévisée Robin des Bois. Mais elle est surtout connue pour avoir interprété Nora dans la série True Blood.

### Vie privée
Lucy sait faire du roller, de l'équitation, du patinage artistique, nager, skier, chanter (alto et soprano), jouer au basket, danser (ballet, claquettes, jazz, danse de rue, gymnastique etc), et imiter plusieurs accents (français, gallois, irlandais, australien, américain etc).

### Vie familiale
Lucy a une plus jeune sœur prénommée Sophia. Sa mère, Patti, est professeur de danse.
Son grand-père, son père et sa sœur apparaissent dans l'épisode 4 de la saison 1 de Robin des Bois, ils font partie des figurants dans la scène où Marianne se voit infliger une punition du Shérif (se faire couper les cheveux), pour avoir aidé un village mis en quarantaine.

## Carrière
Lucy Griffiths a joué dans la série télévisée Robin des Bois diffusée sur la chaîne anglaise BBC et sur Canal+ et France 4 (en France) à partir de 2007. Malheureusement, le personnage de Marianne meurt dans le dernier épisode de la saison 2, tué par Guy de Gisborne. Cette décision s'est avérée impopulaire auprès des fans de la série, et des rumeurs ont été publiées sur le web : « elle aurait voulu quitter la série pour poursuivre sa carrière à Hollywood ». Toutefois dans la saison 3 de cette série, elle fait une apparition dans le dernier épisode, jouant le fantôme de Marianne. Lucy Griffiths a malgré tout montré ses talents d’actrice grâce à cette série, avec de l’humour et de l’action.
En 2009, elle a joué dans le téléfilm dramatique U Be Dead interprétant Bethan Ancell. En 2010, Lucy joue dans le feuilleton télévisuel Collision ainsi que dans la série télévisée Inspecteur Lewis. La même année, elle interprète l'ex petite amie du personnage principal, dans le film Billboard. 
En janvier 2011, Lucy Griffiths a signé un contrat avec la Columbia Broadcasting System. En février 2011, elle a obtenu le rôle de Jenna Lestrade dans la série télévisée d'horreur Awakening.
Lucy Griffiths a été choisie pour interpréter un agent double de l'Autorité vampirique dans la saison 5 de True Blood,. L'actrice incarne pendant deux saisons le rôle de Nora, la progéniture de Godric et sœur vampire d'Eric Northman (Alexander Skarsgård) dans la série phare de la chaine câblée HBO.
En 2014, elle rejoint le casting de Constantine, l'adaptation des comics Hellblazer, mais son personnage n'est pas retenu dans la série et disparait après le pilote.

## Filmographie

### Cinéma
- 2011 : Billboard de Jamie Patterson : L'ex
- 2013 : The Numbers Station de Kasper Barfoed : Meredith
- 2014 : Un amour d'hiver (Winter's Tale) de Akiva Goldsman : La mère de Peter
- 2014 : Mon inquiétante colocataire (Don't Look Back) de William Dickerson : Nora Clark (doublage VF : Marie Tirmont)
- 2014 : Last Summer de Leonardo Guerra Seragnoli : Rebecca
- 2014 : Home for Christmas de Jamie Patterson : Alice
- 2015 : Nazi Boots de Debs Paterson (Court-métrage) : Une fermière
- 2015 : Uncanny de Matthew Leutwyler : Joy Andrews

### Télévision
- 2006 : Classé Surnaturel (Sea of Souls) (série télévisée) : Rebecca
- 2006 : Sugar Rush (série télévisée) : Lettie
- 2006-2009 : Robin des Bois (série télévisée) : Lady Marianne
- 2009 : Collision (série télévisée) : Jane Tarrant
- 2009 : Harcèlement (U Be Dead) (Téléfilm) : Bethan Ancell
- 2010 : Inspecteur Lewis (série télévisée) : Maddie Escher
- 2010 : The Little House (série télévisée) : Ruth
- 2011 : Awakening (Téléfilm) : Jenna Lestrade
- 2011-2013 : True Blood (série télévisée) : Nora Gainesborough
- 2014 : Constantine (série télévisée) : Liv Aberdine
- 2016 : Preacher (série télévisée) : Emily
- 2021 : Les Carnets de Max Liebermann (série télévisée) : Amelia Lydgate
- 2022 : Meurtres au paradis (série télévisée) : Katie Kellar

## Théâtre
- 2000 : La Bohème (Children's Chorus)
- 2001 : Otello (Children's Chorus)
- 2002 : The Crucible : Mary Warren
- 2003 : Les Misérables (The Gardenier Arts Centre, Brighton) : Éponine (petit rôle)
- 2004 : The Man of the Mode : Lady Woodville
- 2004 : Amy's Wedding : Amy
- 2006 : The White Devil (Pavilion Theatre, Brighton) : Marcella/Giovanni
- 2009 : Arcadia (Théâtre de Londres) : Chloé Coverly